# Signal Hill (Kalifornia)
Signal Hill város az USA Kalifornia államában, Los Angeles megyében. Lakosainak száma 11 848 fő (2020. április 1.).

## Népesség
A település népességének változása:
| Lakosok száma | 2932 | 11 016 | 11 848 |
|               | 1930 | 2010   | 2020   |